# Spermophilus alashanicus
Spermophilus alashanicus is een zoogdier uit de familie van de eekhoorns (Sciuridae). De wetenschappelijke naam van de soort werd voor het eerst geldig gepubliceerd door Büchner in 1888.